# Eleccions legislatives austríaques de 1956
Les eleccions legislatives del 1956 a Àustria, al Consell Nacional van ser el 13 de maig de 1956. Els populars foren la força més votada i Julius Raab fou nomenat canceller.

## Resultats
Resum dels resultats electorals de 13 de maig de 1956 al Consell Nacional d'Àustria
| Partits                    | Partits                                                                       | Vots      | +/- | %     | +/-  | Escons | +/- |
| -------------------------- | ----------------------------------------------------------------------------- | --------- | --- | ----- | ---- | ------ | --- |
|                            | Partit Popular d'Àustria (Österreichische Volkspartei)                        | 1.999.986 |     | 46,0  | +4,7 | 82     | +8  |
|                            | Partit Socialdemòcrata d'Àustria (Sozialdemokratische Partei Österreichs)     | 1.873.295 |     | 43,0  | +0,9 | 74     | +1  |
|                            | Partit Liberal d'Àustria (Freiheitliche Partei Österreichs)                   | 283.749   |     | 6,5   | -4,4 | 6      | -8  |
|                            | Comunistes i Socialistes d'Esquerra (Kommunisten und Linkssozialisten )       | 192.438   |     | 4,4   | -0,9 | 3      | -1  |
|                            | Moviment de Treballadors Lliures d'Àustria Freie Arbeiterbewegung Österreichs | 1.812     |     | 0,04  | -    | -      | -   |
|                            | Total (participació 94,31%)                                                   | 4.351.900 |     | 100.0 |      | 165    |     |
| Font: Siemens Austria, BMI |                                                                               |           |     |       |      |        |     |